# O Estranho Misterioso

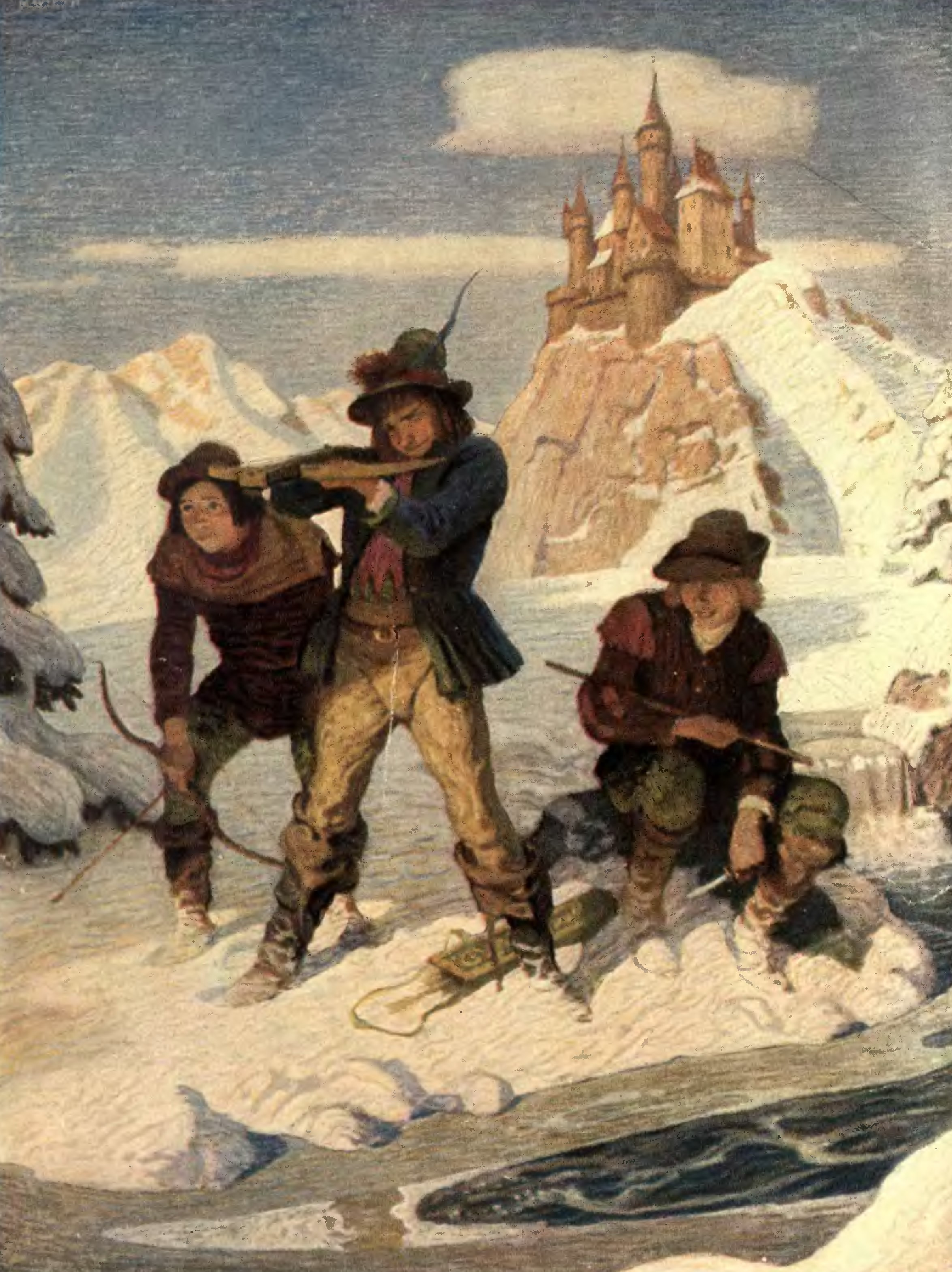
Illustrations by N. C. Wyeth, The Mysterious Stranger (novel)

O Estranho Misterioso (em inglês A Mysterious Stranger) trata-se de um livro escrito pelo estadunidense Mark Twain.
Geralmente considerado um escritor "juvenil" e um "humorista", Mark Twain recebeu elogios bastante enobrecedores. Segundo Ernest Hemingway, "toda a literatura moderna norte-americana nasceu com Huckleberry Finn". E William Faulkner chamava Mark Twain de "o pai do romance nos Estados Unidos". Se suas obras mais conhecidas – As aventuras de Tom Sawyer (1876) e Huckleberry Finn (1884) – conservam aquele estilo de prosa humorística, o mesmo já não se pode dizer de "O Estranho Misterioso". 
Trata-se do último romance escrito por esse autor.  Foi trabalhado periodicamente a partir de 1890 até 1910. A história apresenta um crítica a um modelo social hipócrita e mesquinho abordando ideias de senso moral e da "raça maldita humana". Mark Twain encontrava-se profundamente desiludido e amargurado com as injustiças e mazelas sociais.

## Sobre o livro
O estranho misterioso é um livro da maturidade, universalista, uma perturbadora indagação sobre a natureza do ser humano. Neste livro, Mark Twain nos leva para a Idade Média, numa pequena aldeia adormecida e apartada do mundo, onde surge um "estranho misterioso" que desafia a ordem estabelecida e se mostra capaz de realizar magias e proezas, ler mentes, ver passado e futuro, tornar-se invisível e mudar o destino das pessoas. Encontramos em O Estranho Misterioso uma ideia que C.G. Jung iria desenvolver: a realidade psicológica é a única que existe. Percebemos aqui a futura visão junguiana de que bem e mal são uma única coisa e estão ambos presentes em Deus, em Satã e na Natureza.

## Versões

### "Fragmento de São Petersburgo"
Twain escreveu o "Fragmento de São Petersburgo" em setembro de 1897. Foi ambientado na cidade fictícia de São Petersburgo, um nome que Twain costumava usar para Hannibal, Missouri. Twain então revisou esta versão, removendo as referências a São Petersburgo e usou o texto para The Chronicle of Young Satan.

### "The Chronicle of Young Satan(A Crônica do Jovem Satã)"
A primeira versão substancial é intitulada The Chronicle of Young Satan (A Crônica do Jovem Satã) também conhecida como Eseldorf. Relata as aventuras de Satanás, o sobrinho sem pecado do Satanás bíblico, em Eseldorf, uma aldeia austríaca em 1702. Twain também escreveu essa versão entre novembro de 1897 e setembro de 1900. Eseldorf é o alemão para "vila de ignorantes" ou "vila de pessoas estúpidas".

### "Schoolhouse Hill(Colina Escola)"
O segundo texto substancial que Twain tentou escrever é conhecido como Schoolhouse Hill. Está estabelecido nos EUA e envolve os já conhecidos personagens Huckleberry Finn e Tom Sawyer, narrando suas aventuras ao encontrarem com o jovem Satã, nesta versão referido como "No. 44, New Series 864962". Twain começou a escrevê-lo em 1898 e o estabeleceu, assim como o "Fragmento de São Petersburgo" na cidade fictícia de São Petersburgo.

### "No. 44, The Mysterious Stranger(No. 44, O Estranho Misterioso)"
Na terceira versão, chamada de No. 44, o Estranho Misterioso: um Conto Antigo Encontrado em um Jarro e Livremente Traduzido do Jarro, o escritor retorna à Áustria, para o ano de 1492 (não muito depois da invenção da impressão). Narrar uma misteriosa aparição do n°44 na porta de uma loja de impressão e seu uso de poderes celestiais para expor a futilidade da existência da humanidade. Esta versão também introduz uma ideia de Twain brincando com a dualidade do "eu" e as suposições e rumos da vida que conduzem o destino. Esta versão contém o término real, no entanto, a versão apresenta falha e não é considerada tão completa quanto Twain teria pretendido. Foi escrita entre 1902 e 1908.

## Texto de Paine-Duneka de 1916
A edição publicada em 1916 é composta das ideias de The Chronicle of Young Satan compiladas com uma versão ligeiramente alterada da terceira versão. Albert Bigelow Paine, que tinha a posse exclusiva da obra inacabada de Twain procurou seus manuscritos após a sua morte e encontrou o final apropriado. Após a morte de Paine em 1937, Bernard DeVoto tornou-se possuidor de manuscritos Twain e lançou-as ao público. A partir dos anos 1960, os críticos estudaram as cópias originais da história e descobriram que Paine usou as diferentes versões da história. A versão do livro que foi publicada, no entanto mantém as críticas de Twain sobre o que ele acredita ser a hipocrisia da religião organizada que é o tema de grande parte dos textos escritos posteriormente por ele.  
Em 1963, estudiosos liderados por John S. Tuckey examinaram cuidadosamente os papéis e manuscritos de Twain e descobriram que Paine não apenas havia adulterado e remendado os três manuscritos anteriormente inacabados, mas, com a assistência de Frederick Duneka, adicionou passagens não escritas por Twain para completar O Estranho Misterioso. Além de omitir uma quarta parte do texto original, a versão de Paine inventa o personagem do astrólogo que é feito responsável pelas vilanias de padre Adolf. A versão do livro que foi publicada, no entanto, mantém as críticas de Twain ao que ele acreditava ser a hipocrisia da religião convencional.  
Em 1969, a University of California Press publicou, como parte do The Mark Twain Papers Series, uma edição escolar de todos os três manuscritos inalterados.  De acordo com a "o projeto Twain" a terceira versão seria a mais próxima possível do que Twain teria publicado se tivesse vivido para fazer isso.  
O livro foi republicado em 2005. 
Foram precisos doze anos e três versões para Mark Twain dar por concluído o seu romance mais extravagante. Esse livro beira à literatura fantástica e mágica aventura, cheia de misticismo, revelou o lado negro de Mark Twain. 
A excepcionalidade de N.º 44, o Estranho Misterioso, obra publicada postumamente, em 1916, está no pessimismo em relação à humanidade evidenciado por Mark Twain, um escritor que até então havia enriquecido todas as suas obras de humor e jovialidade (recordemos novamente o seu estilo em “As Aventuras de Tom Sawyer” e “As Aventuras de Huckleberry Finn”). 

### Resumo
Em 1490, três meninos, Theodor, Seppi e Nikolaus, vivem felizes as suas vidas em uma remota aldeia austríaca chamada Eseldorf. (Esel significa "burro" em alemão e pode se referir a uma pessoa estúpida ou ignorante, e "dorf" significa aldeia, portanto, em essência, é uma vila de pessoas estúpidas.) A história é narrada por Theodor, o filho do organista da aldeia, em uma narrativa em primeira pessoa. Outros personagens incluem padre Pedro, sua sobrinha Margaret e o astrólogo.  
Um dia um belo rapaz adolescente, chamado Satã, aparece na aldeia. Ele explica que ele é um anjo e sobrinho do anjo decaído Satanás. O Jovem Satã executa várias mágicas e proezas. Ele afirma ser capaz de prever o futuro e informa ao grupo uma série de eventos infelizes que em breve acontecerão com aqueles que os rodeiam. Os meninos não acreditam em Satã até que uma de suas previsões se torna realidade. Satã passa a descrever novas tragédias que acontecerão. Os meninos suplicam que Satã interceda. Satanás concorda, mas opera sob a definição técnica de misericórdia. Por exemplo, em vez de uma morte lenta devido a uma doença, Satã simplesmente faz com que um dos amigos de Theodor morra imediatamente.  
Na aldeia e em outros lugares ao redor do mundo onde Satã os transporta magicamente, os meninos testemunham o fanatismo religioso, julgamentos de bruxas, fogueiras, enforcamentos, mortes e histeria em massa. Finalmente, Satã desaparece com uma breve explicação:  
“É só um sonho. Deus, o homem, o mundo, o Sol e a Lua, a imensidão das estrelas, um sonho. As coisas não existem. Nada existe a não ser o vazio e você... Daqui a pouco você vai estar sozinho no espaço sem limites, a vagar suas solidões ilimitadas sem amigo ou companheiro para sempre, pois você continuará a ser um pensamento, o único pensamento existente, e por sua natureza inextinguível, indestrutível. Mas eu, vosso servo pobre, revelei você para si mesmo e te libertei. Sonhe outros sonhos e melhores!" 
"Estranho! Que você não ter suspeitado disso há anos, séculos, eras, milênios atrás! Pois você tem existido, sem companhia, por toda a eternidade." 
”Estranho, na verdade, que você não deve ter suspeitado que o seu universo e seu conteúdo eram apenas sonhos, visões, de ficção estranho, porque eles são tão francamente e histericamente insanos como todos os sonhos: um Deus que pode tornar as crianças boas tão facilmente como mau, mas preferiu fazer os maus; que poderia ter feito cada um deles feliz, mas nunca fez uma única criatura feliz; que fez com que valorizassem a sua vida amarga, e ainda assim encurtasse dolorosamente. 
Que deu a seus anjos imerecida felicidade eterna, ainda exigiu que os seus outros filhos se tornem merecedores dela; que deu a seus anjos vidas indolores, mas amaldiçoou seus outros filhos com misérias e enfermidades cortantes da mente e do corpo, que bocas justiça e inventando infernais bocas de tortura eterna. Fala de Regras de Ouro e perdão multiplicado por setenta vezes sete, de moralidade para outras pessoas e não tem nenhuma para si mesmo; que franze a testa sobre seus crimes, mas os comete todos, que criou o homem sem convite, então, tenta embaralhar a responsabilidade pelos atos do homem sobre o homem, em vez de honrosamente colocá-lo onde ele pertence, sobre si mesmo e, finalmente, com a obtusidade completamente divina, convida um escravo, pobre abusado adorá-lo"!  .  .  . 
"Você percebe, agora, que essas coisas estão todas impossíveis, exceto em um sonho. Você percebe que eles são insanidades pueris, as tolas criações de uma imaginação que não é consciente de suas monstruosidades. Numa palavra, percebe que são um sonho, e você é o criador. As marcas do sonho estão todas presentes, você deveria ter reconhecido mais cedo". 
"É verdade, o que eu revelei a você. Que Deus não existe, nenhum universo, nenhuma raça humana, não há vida terrena, nem céu, nem inferno. É tudo um sonho, um sonho grotesco e tolo Nada existe, a não ser você. E você é mais um pensamento, um pensamento vadio, um pensamento inútil, um pensamento andarilho, vagando abandonado entre as eternidades vazias! "

## Personagens
- Theodore, o protagonista
- Satã, um anjo que aparece misteriosamente se dizendo sobrinho do anjo decaído.
- Seppi, um amigo de Theodore e Nikolaus.
- Nikolaus, um amigo de Theodore e Seppi.

Outros personagens centrais incluem o Padre Pedro, sua sobrinha Marget, e o astrólogo.

## Versões Cinematográficas
Foi feita uma versão cinematográfica de O Estranho Misterioso e exibida nos Estados Unidos em PBS , em 1985, mais tarde, em execução no HBO. O papel de 44 foi interpretado por Lance Kerwin, com Augusto interpretado por Chris Makepeace.
Em 1985, uma cena de A Crônica do Jovem Satã foi adaptada no filme As Aventuras de Mark Twain, em que Satã recebe Tom Sawyer, Huck Finn e Becky Thatcher e mostra a eles seus poderes para tornar as coisas realidade. Ele convida-os para a construção de pessoas de argila, que acabam ganhando vida para viverem num pequeno reino juntos. Satã expressa curiosidade e, eventualmente, despeito quando suas criações começam com lutas internas e infligir crueldade umas com as outras. Ele então lança pragas e desastres naturais para os destruir, enterrando as ruínas com um terremoto e faz com que a vegetação selvagem engula o local onde uma vez suas criações viveram. Mostrando a futilidade da humanidade. Tal cena foi considerada muito pesada para seu público alvo, as crianças. Nesta versão, Satanás aparece brincalhão e amigável quando ele constrói o pequeno reino, lentamente revelando-se como cruel e odioso quando ele o destrói.
Ele aparece vestido como um nobre e sem cabeça, usando uma máscara símbolo do teatro grego conhecida como persona que seria a sua cabeça. Como a sua verdadeira natureza é revelada, a máscara muda de uma aparência agradável para uma demoníaca e, finalmente, uma caveira sorridente.
Outra adaptação do livro para o cinema foi feito em 1989 na União Soviética por Igor Maslennikov em conjunto com atores e cineastas checos e encomendada pela Rádio e Televisão soviéticas. Foi lançado sob o título Filipp Traum (Filipp Traum sendo o nome com o qual ele aparece entre os humanos, sendo Traum a palavra alemã para sonho) Foi mostrado na televisão uma vez, em 1991.
Rodado inteiramente na República Checa em Hradec Králové o filme foi remasterizado em 2011.

### Ópera
A ópera Mysterious 44 de Kevin Malone é inspirada no trabalho. A estreia, realizada pelo Manchester Opera Project com uma introdução e conclusão narrados pelo biólogo evolutivo Richard Dawkins.